# Bragantino Clube do Pará
El Bragantino Clube do Pará es un equipo de fútbol de Bragança, Pará, Brasil que juega en el Campeonato Paraense, la primera división del estado de Pará.

## Historia
Fue fundado el 6 de marzo de 1975 en la ciudad de Bragança en el estado de Pará como un equipo multideportivo con secciones en balonmano y fútbol sala. Es uno de los dos equipos de fútbol más importantes del estado de Pará.
En 1993 participa por primera vez en el Campeonato Brasileño de Serie C donde terminó eliminado en la primera ronda y quedó en el lugar 54 de la temporada, superando a equipos más importantes como el ABC Futebol Clube y Campinense Clube.
Dentro de la liga estatal su mejor logro ha sido en la temporada 2018, temporada en la que terminó en tercer lugar de la liga estatal y con ello clasificó por primera vez al Campeonato Brasileño de Serie D y a la Copa de Brasil.
En la Copa de Brasil eliminó en la primera ronda al ASA 1-0, avanzando a la tercera ronda.

## Entrenadores
- Arthur Oliveira (septiembre de 2017-octubre de 2018)[8][9]
- Agnaldo de Jesus (octubre de 2018-abril de 2019)[9][10]
- Ivan Almeida y  Robson Melo (interino- abril de 2019)[10][11]
- Samuel Cândido (abril de 2019-mayo de 2019)[11][12]
- Robson Melo (interino- mayo de 2019-octubre de 2019/octubre de 2019-presente)[13][14][15]
- Cacaio (marzo de 2019-presente)[3]

## Palmarés
- Paraense Serie B: 3

2002, 2011, 2017
- Copa ACLEP: 1

2007